# Биктимировка (Красноярский край)
Биктимировка — деревня в Бирилюсском районе Красноярского края России. Входит в состав Кирчиженского сельсовета. Находится примерно в 37 км к северо-западу от районного центра, села Новобирилюссы, на высоте 174 метров над уровнем моря.

## Население
| 2010 |
| ---- |
| 33   |

Гендерный состав
По данным Всероссийской переписи населения 2010 года 15 мужчин и 18 женщин из 33 чел.

## Улицы
Уличная сеть деревни состоит из 2 улиц (ул. Зелёная и ул. Казанская).